# Романовка (Луганская область)
Романовка (укр. Романівка) — село, относится к Белокуракинскому району Луганской области Украины.
Население по переписи 2001 года составляло 153 человека. Почтовый индекс — 92221. Телефонный код — 6462. Занимает площадь 1,959 км². Код КОАТУУ — 4420981008.

## Местный совет
92220, Луганская обл., Белокуракинский р-н, с. Александрополь